# Daguerreacris tandiliae
Daguerreacris tandiliae är en insektsart som beskrevs av Marius Descamps och Liebermann 1970. Daguerreacris tandiliae ingår i släktet Daguerreacris och familjen Eumastacidae. Inga underarter finns listade i Catalogue of Life.